# Carnobacteriaceae
Carnobacteriace je čeleď grampozitivních katalázu netvořících bakterií řádu Lactobacillales, jde tedy o bakterie mléčného kvašení. Laktóza vzniká jako vedlejší produkt fermentace sacharidů. Čeleď zahrnuje jak barofilní rody, tak bakterie, které byly nalezeny v permafrostu.

## Podřazené taxony
- Alkalibacterium
- Allofustis
- Alloiococcus
- Atopobacter
- Atopococcus
- Atopostipes
- Carnobacterium
- Desemzia
- Dolosigranulum
- Granulicatella
- Isobaculum
- Jeotgalibaca
- Lacticigenium
- Marinilactibacillus
- Pisciglobus
- Trichococcus